# Giải vô địch điền kinh quốc gia 2023
Giải vô địch điền kinh quốc gia 2023 do Liên đoàn điền kinh Việt Nam tổ chức từ ngày 20 tháng 10 năm 2023 đến ngày 28 tháng 10 năm 2023 ở Trung tâm Huấn luyện quân sự quốc gia 4, Hà Nội. Giải đấu có 50 nội dung thi đấu (24 nam, 24 nữ, 2 hỗn hợp). Đoàn thể thao Quân đội xếp hạng nhất toàn đoàn.

## Xếp hạng toàn đoàn
| Stt                  | Đoàn      | Vàng | Bạc | Đồng | Tổng huy chương |
| -------------------- | --------- | ---- | --- | ---- | --------------- |
| 1                    | Quân Đội  | 8    | 9   | 3    | 20              |
| 2                    | Hà Nội    | 6    | 12  | 9    | 27              |
| 3                    | Tp.HCM    | 5    | 2   | 6    | 13              |
| 4                    | Đà Nẵng   | 4    | 5   | 3    | 12              |
| 5                    | Nam Định  | 4    | 3   | 0    | 7               |
| 6                    | Hà Tĩnh   | 3    | 3   | 0    | 6               |
| 7                    | Công an   | 3    | 1   | 0    | 4               |
| 7                    | Đồng Nai  | 3    | 1   | 0    | 4               |
| 9                    | Bắc Giang | 3    | 0   | 0    | 3               |
| 10                   | Trà Vinh  | 2    | 1   | 1    | 4               |
| Xem kết quả chi tiết |           |      |     |      |                 |

## Huy chương vàng từng nội dung

### Nam
| Nội dung        | Vận động viên                                                               | Đoàn           | Kết quả                   |
| --------------- | --------------------------------------------------------------------------- | -------------- | ------------------------- |
| 100m            | Ngần Ngọc Nghĩa                                                             | Công an        | 10.57                     |
| 200m            | Ngần Ngọc Nghĩa                                                             | Công an        | 21.10                     |
| 400m            | Trần Đình Sơn                                                               | Hà Tĩnh        | 46.88                     |
| 800m            | Lương Đức Phước                                                             | Đồng Nai       | 1:52.84                   |
| 1.500m          | Lương Đức Phước                                                             | Đồng Nai       | 3:51.22                   |
| 5.000m          | Nguyễn Văn Lai                                                              | Quân Đội       | 15:06.35                  |
| 10.000m         | Nguyễn Văn Lai                                                              | Quân Đội       | 32:36.92                  |
| 3.000m CNV      | Nguyễn Trung Cường                                                          | Hà Tĩnh        | 9:11.08                   |
| 110m rào        | Huỳnh Duy Khanh                                                             | TP Hồ Chí Minh | 14.381                    |
| 400m rào        | Nguyễn Đức Sơn                                                              | Hà Nội         | 51.90                     |
| Đi bộ 20km      | Võ Xuân Vĩnh                                                                | Đà Nẵng        | 1:37:44.4                 |
| Tiếp sức 4x100m | - Hoàng Văn Sơn - Nguyễn Văn Đức - Bùi Văn Nghiêm - Trịnh Việt Tú           | Quân Đội       | 40.55                     |
| Tiếp sức 4x200m | - Triệu Thái Sơn - Nguyễn Tiến Hùng - Đặng Hoàng Ánh - Ngần Ngọc Nghĩa      | Công An        | 1:24.06 (Kỷ lục quốc gia) |
| Tiếp sức 4x400m | - Nguyễn Quốc Hảo - Lê Ngọc Phúc - Trần Văn Vũ - Trần Đình Sơn              | Hà Tĩnh        | 3:08.21                   |
| Tiếp sức 4x800m | - Cấn Văn Thanh Anh Minh - Sầm Văn Đời - Trương Nhật Linh - Lương Đức Phước | Đồng Nai       | 7:42.33                   |
| Nhảy cao        | Nguyễn Quốc Thình                                                           | Cà Mau         | 2.06m                     |
| Nhảy sào        | Nguyễn Văn Huệ                                                              | Hải Dương      | 4.50m                     |
| Nhảy xa         | Nguyễn Tiến Trọng                                                           | Quân Đội       | 7.93m                     |
| Nhảy 3 bước     | Trần Văn Diện                                                               | Quân Đội       | 15.98m                    |
| Đẩy tạ          | Phan Thanh Bình                                                             | TP Hồ Chí Minh | 16.18m                    |
| Ném đĩa         | Phan Thanh Bình                                                             | TP Hồ Chí Minh | 50.08m (Kỷ lục quốc gia)  |
| Ném búa         | Đỗ Tấn Trưởng                                                               | Đà Nẵng        | 53.47m                    |
| Ném lao         | Nguyễn Hữu Toàn                                                             | Quảng Trị      | 70.67m                    |
| 10 môn PH       | Lương Minh Sang                                                             | Bạc Liêu       | 6820 điểm                 |

### Nữ
| Nội dung        | Vận động viên                                                                          | Đoàn           | Kết quả                  |
| --------------- | -------------------------------------------------------------------------------------- | -------------- | ------------------------ |
| 100m            | Trần Thị Nhi Yến                                                                       | Long An        | 11.71                    |
| 200m            | Trần Thị Nhi Yến                                                                       | Long An        | 23.9                     |
| 400m            | Nguyễn Thị Huyền                                                                       | Nam Định       | 52.92                    |
| 800m            | Bùi Thị Ngân                                                                           | Nam Định       | 2:06.26                  |
| 1.500m          | Nguyễn Thị Oanh                                                                        | Bắc Giang      | 4:21.07                  |
| 5.000m          | Nguyễn Thị Oanh                                                                        | Bắc Giang      | 16:35.89                 |
| 10.000m         | Lê Thị Tuyết                                                                           | Phú Yên        | 34:40.02                 |
| 3.000m CNV      | Nguyễn Thị Oanh                                                                        | Bắc Giang      | 10:15.44                 |
| 100m rào        | Bùi Thị Nguyên                                                                         | Quân Đội       | 13.75                    |
| 400m rào        | Nguyễn Thị Huyền                                                                       | Nam Định       | 1:00.08                  |
| Đi bộ 20km      | Nguyễn Thị Thanh Phúc                                                                  | Đà Nẵng        | 1:46:07.8                |
| Tiếp sức 4x100m | - Nguyễn Thị Hằng - Hoàng Thị Minh Hạnh - Nguyễn Thị Kim Ngọc - Phùng Thị Huệ          | Hà Nội         | 45.43                    |
| Tiếp sức 4x200m | - Phùng Thị Huệ - Nguyễn Thị Kim Ngọc - Hoàng Thị Minh Hạnh - Nguyễn Thị Hằng          | Hà Nội         | 1:35.23                  |
| Tiếp sức 4x400m | - Nguyễn Thị Quỳnh Trang - Nguyễn Thị Kim Ngọc - Hoàng Thị Minh Hạnh - Nguyễn Thị Hằng | Hà Nội         | 3:42.98                  |
| Tiếp sức 4x800m | - Đinh Thị Thùy Linh - Vũ Thị Trà My - Bùi Thị Ngân - Nguyễn Thị Thu Hà                | Nam Định       | 8:51.93                  |
| Nhảy cao        | Phạm Quỳnh Giang                                                                       | TP Hồ Chí Minh | 1.79m                    |
| Nhảy sào        | Nguyễn Phạm Hoài Yên                                                                   | Đà Nẵng        | 3.80m                    |
| Nhảy xa         | Hoàng Thanh Giang                                                                      | Hải Phòng      | 6.39m                    |
| Nhảy 3 bước     | Nguyễn Thị Hường                                                                       | Hà Nội         | 13.75m                   |
| Đẩy tạ          | Kim Thị Huyền                                                                          | Trà Vinh       | 15.27m (Kỷ lục quốc gia) |
| Ném đĩa         | Lê Thị Cẩm Dung                                                                        | TP Hồ Chí Minh | 46.64m                   |
| Ném lao         | Bùi Thị Xuân                                                                           | Quân Đội       | 49.19m                   |
| Ném búa         | Nguyễn Thị Yến Linh                                                                    | Trà Vinh       | 50.72m                   |
| 7 môn PH        | Hoàng Thanh Giang                                                                      | Hải Phòng      | 5209 điểm                |

### Hỗn hợp nam nữ
| Nội dung                         | Vận động viên                                                                  | Đoàn     | Kết quả |
| -------------------------------- | ------------------------------------------------------------------------------ | -------- | ------- |
| Tiếp sức Hỗn hợp 4x100m - Nam-Nữ | - Trịnh Việt Tú - Hoàng Dư Ý - Bùi Văn Nghiêm - Bùi Thị Nguyên                 | Quân đội | 53s054  |
| Tiếp sức Hỗn hợp 4x400m - Nam-Nữ | - Nguyễn Văn Quyết - Hoàng Thị Minh Hạnh - Nguyễn Xuân Quang - Nguyễn Thị Hằng | Hà Nội   | 3m23s82 |